# 전압전류법

선형 전위 스캔

전압전류법(영어: Voltammetry)은 분석화학 및 다양한 산업 공정에서 사용되는 전기분석법의 한 종류이다. 전압전류법에서는 전압을 변화시키면서 전류를 측정하여 분석물에 대한 정보를 얻는다. 전압전류법 실험의 분석 데이터는 분석물에 의해 생성된 전류를 작업 전극의 전위에 대해 플롯한 전압전류도(voltammogram)의 형태로 나타난다.

## 이론
전압전류법은 인가된 퍼텐셜의 함수로서 전류를 연구하는 분야이다. 전압전류법은 화학 전지를 포함하며, 전극/전해질 계면에서 발생하는 반응을 조사한다. 이러한 반쪽 전지에서 분석물의 반응성을 이용하여 농도를 결정한다. 인가된 전위가 시간에 따라 변화하고 그에 따른 전류 변화를 측정하므로 동적 전기화학 방법으로 간주된다. 대부분의 실험은 분석물과 접촉하는 전극의 퍼텐셜(볼트)을 제어하면서 결과로 나타나는 전류(암페어)를 측정한다.

### 화학 전지
화학 전지는 전압전류법 실험에서 분석물의 산화·환원 반응을 유도하는 데 사용된다. 다른 화학 전지와 마찬가지로, 하나는 환원을 촉진하고 다른 하나는 산화를 촉진하는 두 개의 반쪽 전지가 필요하다. 전지는 분석물 용액, 이온 전해질, 그리고 두세 개의 전극으로 구성되며, 산화 및 환원 반응은 전극/전해질 계면에서 발생한다. 종이 산화될 때(전자를 잃을 때), 생성된 전자는 외부 전기 회로를 통과하여 전류를 생성하며, 환원의 전자원 역할을 한다. 생성된 전류는 패러데이 전류이며, 패러데이의 전기분해 법칙을 따른다. 패러데이의 법칙은 전극 과정 동안 생성되거나 소모되는 물질의 몰수 m이 전극을 통과하는 전하량에 비례한다고 명시하므로, 패러데이 전류는 분석물 농도를 결정할 수 있게 한다. 분석물이 환원되는지 산화되는지는 분석물과 인가되는 전위에 따라 달라지지만, 반응은 항상 작업/지시 전극에서 발생한다. 따라서 작업 전극 전위는 분석물 농도의 함수로 변한다. 두 번째 보조 전극은 회로를 완성하며, 상대 전극이라고 불린다. 세 번째 기준 전극은 다른 두 전극 전위를 비교할 수 있는 일정하고 기준이 되는 전위 값을 제공한다. 크기가 작은 미세 전극의 경우, 상대 전극과 기준 전극을 결합할 수 있는데, 결합된 전극을 통해 흐르는 전류가 너무 작아서 기준 전극의 전위에 영향을 주지 않기 때문이다.

### 3-전극 시스템

양이온 벗김 전압전류법의 시간에 따른 전위

3-전극 설정: (1) 작업 전극; (2) 상대 전극; (3) 기준 전극

전압전류법 실험은 분석물의 반쪽 전지 반응성을 조사한다. 전압전류법은 인가된 전위의 함수로서 전류를 연구하는 것이다.
이러한 I = f(E) 곡선을 전압전류도라고 한다.
전위는 단계적으로 또는 연속적으로 임의로 변화되며, 그 결과로 발생하는 전류 값은 종속 변수로 측정된다.
반대, 즉 전류법도 가능하지만 일반적이지는 않다.
곡선의 모양은 전위 변화 속도(구동력의 특성)와 용액이 교반되는지 정지 상태인지(질량 이동)에 따라 달라진다.
대부분의 실험은 분석물과 접촉하는 전극의 퍼텐셜(볼트)을 제어하면서 결과로 나타나는 전류(암페어)를 측정한다.
이러한 실험을 수행하려면 최소 두 개의 전극이 필요하다. 작업 전극은 분석물과 접촉하여 원하는 전위를 제어된 방식으로 인가하고 분석물과의 전하 이동을 촉진해야 한다. 두 번째 전극은 전지의 다른 반쪽 역할을 한다. 이 두 번째 전극은 작업 전극의 전위를 측정하기 위한 알려진 전위를 가져야 하며, 또한 작업 전극에 의해 추가되거나 제거된 전하를 균형 있게 맞춰야 한다. 이것이 실행 가능한 설정이기는 하지만, 여러 가지 단점이 있다. 가장 중요한 것은 작업 전극에서 산화·환원 반응에 대응하여 전류를 통과시키는 동안 전극이 일정한 전위를 유지하기가 매우 어렵다는 점이다.
이 문제를 해결하기 위해 전자 공급과 기준 전위 제공의 역할은 두 개의 분리된 전극으로 나뉜다. 기준 전극은 알려진 산화·환원 전위를 가진 반쪽 전지이다. 그 역할은 오직 작업 전극의 전위를 측정하고 제어하기 위한 기준으로 작용하는 것이며, 전류를 통과시키지 않는다. 보조 전극은 작업 전극에서 관찰된 전류의 균형을 맞추는 데 필요한 전류를 통과시킨다. 이 전류를 달성하기 위해 보조 전극은 종종 용매 창의 가장자리에서 극단적인 전위로 요동치며, 이때 용매나 지지전해질을 산화 또는 환원시킨다. 이러한 전극, 즉 작업 전극, 기준 전극, 보조 전극은 현대적인 3-전극 시스템을 구성한다.
더 많은 전극을 사용하는 시스템도 많지만, 그 설계 원리는 3-전극 시스템과 유사하다. 예를 들어, 회전 링-디스크 전극은 두 개의 뚜렷하고 분리된 작업 전극, 즉 디스크와 링을 가지고 있으며, 이들은 서로 독립적으로 전위를 스캔하거나 유지하는 데 사용될 수 있다. 이 두 전극은 전체적으로 4-전극 설계를 위해 단일 기준 및 보조 조합에 의해 균형이 맞춰진다. 더 복잡한 실험은 필요에 따라 작업 전극, 기준 전극 또는 보조 전극을 추가할 수 있다.
실제로는 알려진 치수와 표면 특성을 가진 작업 전극을 갖는 것이 중요할 수 있다. 결과적으로, 작업 전극을 정기적으로 청소하고 연마하는 것이 일반적이다. 보조 전극은 분석물 용액의 대부분과 반응하지 않고 잘 전도하는 한 거의 모든 것이 될 수 있다. 일반적인 전압전류법인 폴라로그래피는 수은을 DME 및 HMDE와 같은 작업 전극으로, 그리고 보조 전극으로 사용한다. 기준 전극은 세 전극 중 가장 복잡하다. 다양한 표준이 사용된다. 비수성 작업의 경우, IUPAC은 페로센/페로센염 쌍을 내부 표준으로 사용할 것을 권장한다. 대부분의 전압전류법 실험에서, 용액 저항을 최소화하기 위해 대량 전해질(지지전해질이라고도 함)이 사용된다. 대량 전해질 없이 실험을 수행할 수도 있지만, 추가된 저항은 결과의 정확도를 크게 감소시킨다. 상온 이온성 액체의 경우, 용매가 전해질 역할을 할 수 있다. 지지 전해질은 또한 이동 통제 효과를 최소화하고 반응이 확산 지배 반응인지 확인한다.

### 전압전류도

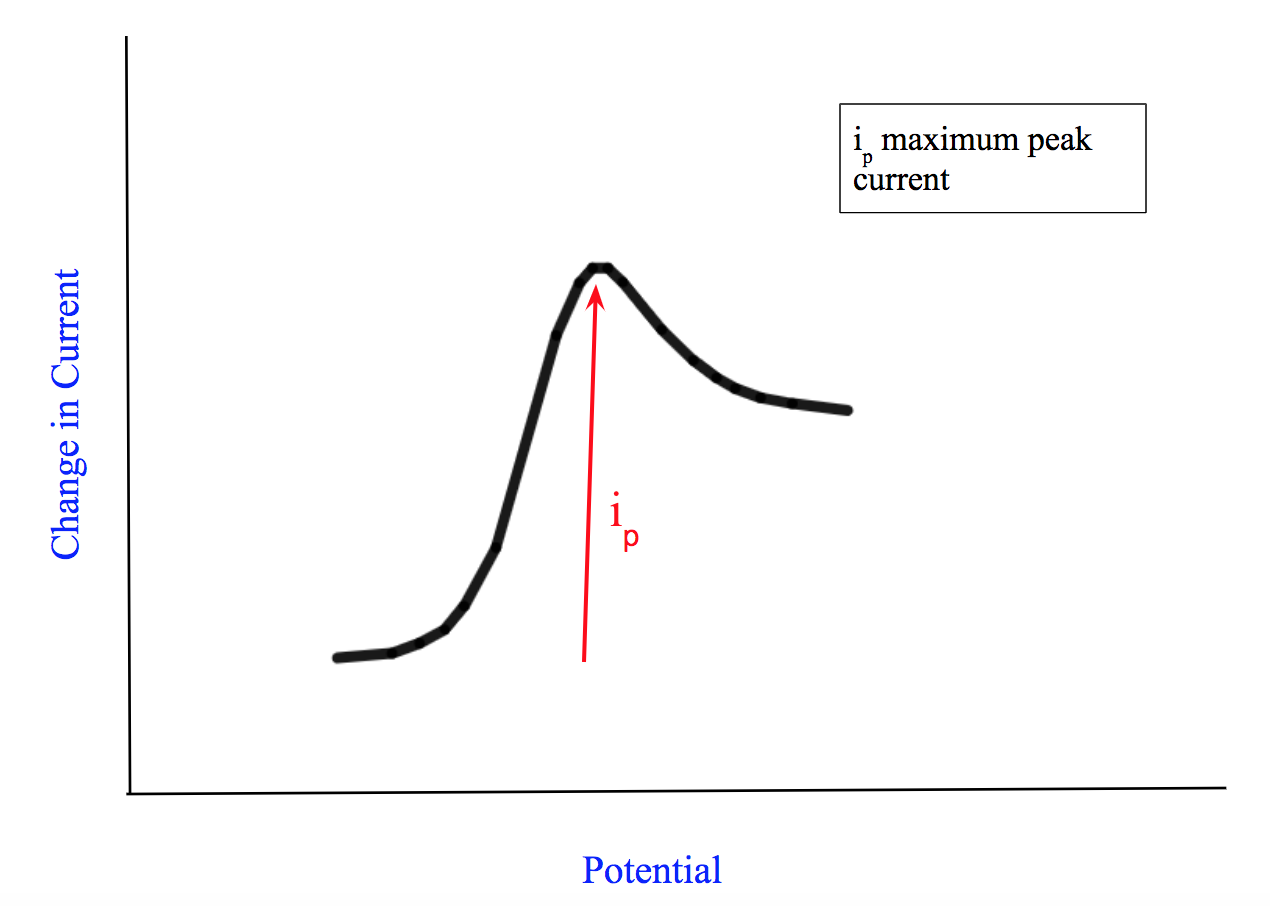
최대 피크 전류를 측정하는 일반적인 전류 대 전위 전압전류도의 모양

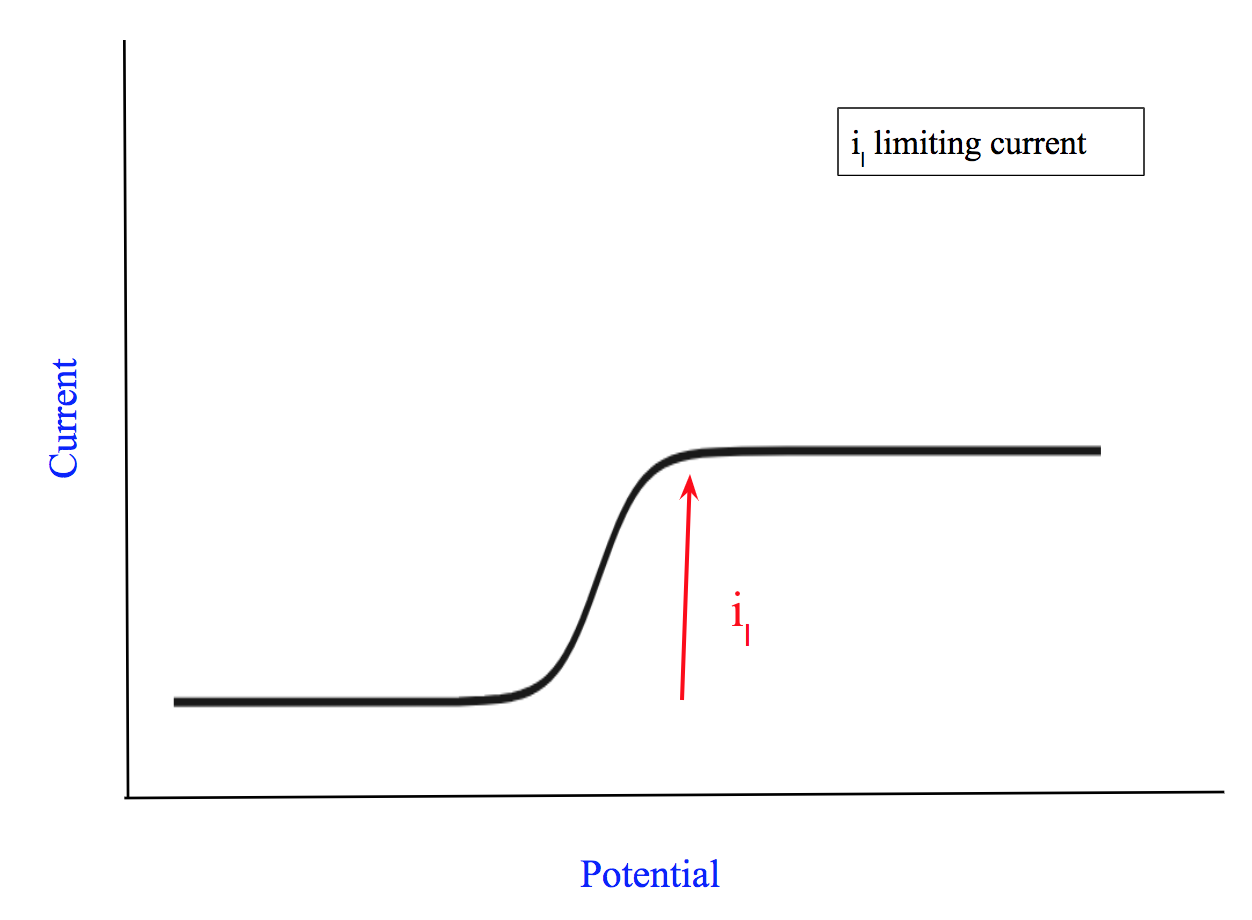
제한 피크 전류를 측정하는 일반적인 전류 대 전위 전압전류도의 모양

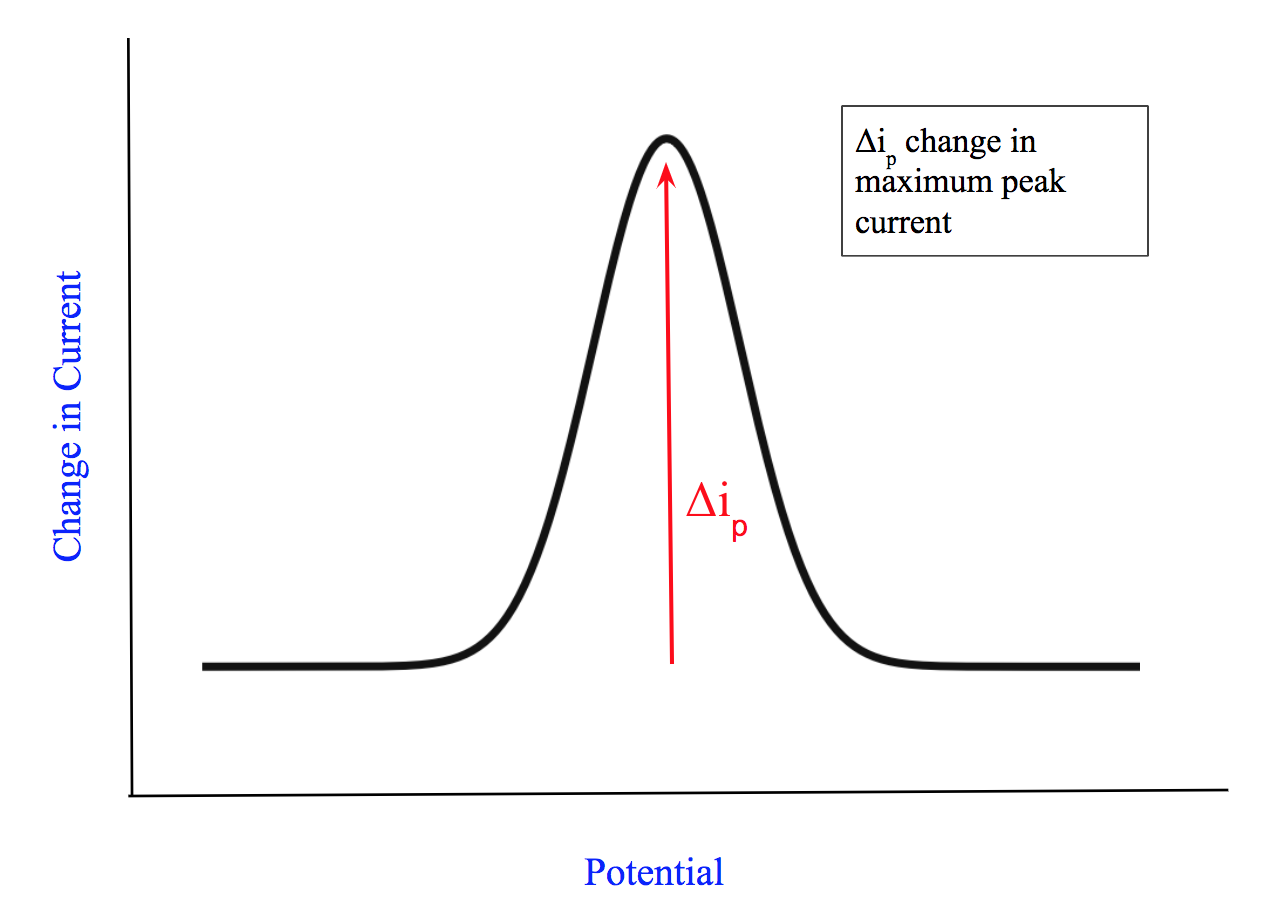
전류 변화 대 전위를 보여주는 일반적인 전압전류도의 모양

전압전류도(선형 스위프 전압전류법 참조)는 인가된 전위의 함수로서 화학 전지의 전류를 측정하는 그래프이다. 이 그래프는 분석물의 농도와 표준 전위를 결정하는 데 사용된다. 농도를 결정하기 위해, 제한 전류 또는 피크 전류와 같은 값들을 그래프에서 읽어 다양한 수학적 모델에 적용한다. 농도를 결정한 후, 네른스트 식을 사용하여 인가된 표준 전위를 식별할 수 있다.
전압전류도에는 세 가지 주요 모양이 있다. 첫 번째 모양은 확산층에 따라 달라진다. 분석물이 지속적으로 교반되면 확산층은 일정한 폭을 가지며 일정한 전류에 도달하는 전압전류도를 생성한다. 그래프는 배경 잔류 전류에서 제한 전류(il)에 도달하기까지 전류가 증가하는 모양을 취한다. 혼합물이 교반되지 않으면 확산층의 폭이 결국 증가한다. 이는 최대 피크 전류(ip)로 관찰될 수 있으며, 그래프의 가장 높은 지점으로 식별된다. 전압전류도의 세 번째 일반적인 모양은 인가된 전류 대신 전류 변화에 대해 샘플을 측정한다. 최대 전류는 여전히 관찰되지만, 최대 전류 변화({\displaystyle \Delta }ip)를 나타낸다.

### 수학적 모델
분석물 농도를 결정하기 위해, 인가된 전위와 시간에 따라 측정된 전류를 연결하는 수학적 모델이 필요하다. 네른스트 식은 화학 전지 전위를 환원된 종과 산화된 종의 농도 비율에 대한 로그 관계로 나타낸다. 네른스트 식은 다음과 같다.
{\displaystyle E=E^{0}-{\frac {RT}{zF}}\ln Q}
여기서:
- {\displaystyle E}: 산화·환원 전위
- {\displaystyle E^{0}}: 표준 전위
- {\displaystyle R}: 이상 기체 상수
- {\displaystyle T}: 켈빈 온도
- {\displaystyle z}: 이온 전하 (전자 몰수)
- {\displaystyle F}: 패러데이 상수
- {\displaystyle Q}: 반응 지수

이 방정식은 인가된 전위의 변화가 농도 비율을 어떻게 변화시킬지를 설명한다. 그러나 네른스트 식은 시간 성분 없이 모델링되어 전압전류법 실험에서 인가 전위가 시간의 함수로 변한다는 점에서 한계가 있다. 주로 버틀러-볼머 방정식, 타펠 방정식, 그리고 피크의 법칙과 같은 다른 수학적 모델들이 시간 의존성을 다룬다.
버틀러-볼머 방정식은 농도, 전위, 그리고 전류를 시간의 함수로 나타낸다. 이는 전극과 전해질 전압 차이 사이의 비선형 관계와 전기 전류를 설명한다. 이는 정방향 및 역방향 산화·환원 반응이 전위에 어떻게 영향을 미치고 전지의 반응성에 영향을 미치는지 예측하는 데 도움이 된다. 이 함수는 반응 속도를 설명하는 속도 상수를 포함한다. 버틀러-볼머 방정식의 간략한 형태는 다음과 같다.
{\displaystyle {\displaystyle j=j_{0}\cdot \left\{\exp \left[{\frac {\alpha _{\rm {a}}zF\eta }{RT}}\right]-\exp \left[-{\frac {\alpha _{\rm {c}}zF\eta }{RT}}\right]\right\}}}
여기서:
- {\displaystyle j}: 전류 밀도, A/m2 (j = I/S로 정의됨)
- {\displaystyle j_{0}}: 교환 전류 밀도, A/m2
- {\displaystyle E}: 전극 전위, V
- {\displaystyle {\displaystyle E_{\rm {eq}}}}: 평형 전위, V
- {\displaystyle T}: 절대 온도, K
- {\displaystyle z}: 전극 반응에 관련된 전자 수
- {\displaystyle F}: 패러데이 상수
- {\displaystyle R}: 이상 기체 상수
- {\displaystyle \alpha _{c}}: 음극 전하 이동 계수, 무차원
- {\displaystyle \alpha _{a}}: 양극 전하 이동 계수, 무차원
- {\displaystyle \eta }: 활성화 과전위 (}}})로 정의됨).

높은 과전위에서 버틀러-볼머 방정식은 타펠 방정식으로 단순화된다. 타펠 방정식은 전기화학 전류를 과전위에 지수적으로 연관시키며, 반응 속도를 계산하는 데 사용된다. 과전위는 각 전극에서 개별적으로 계산되며, 전압전류도 데이터와 연관되어 반응 속도를 결정한다. 단일 전극에 대한 타펠 방정식은 다음과 같다.
{\displaystyle {\displaystyle \eta =\pm A\cdot \log _{10}\left({\frac {i}{i_{0}}}\right)}}
여기서:
- 지수 아래의 더하기 부호는 양극 반응을, 빼기 부호는 음극 반응을 나타낸다.
- {\displaystyle \eta }: 과전위, V
- A: "타펠 기울기", V
- {\displaystyle i}: 전류 밀도, A/m2
- {\displaystyle i_{0}}: "교환 전류 밀도", A/m2.

산화·환원 종이 전극에서 산화되고 환원됨에 따라 전극/전해질 계면에 물질이 축적된다. 물질 축적은 계면과 벌크 용액 사이에 농도 기울기를 생성한다. 피크의 확산 법칙은 산화된 종과 환원된 종의 확산을 산화·환원 과정을 설명하는 데 사용되는 패러데이 전류와 관련시키는 데 사용된다. 피크의 법칙은 가장 일반적으로 몰 단위로 작성되며, 다음과 같다.
{\displaystyle {\displaystyle J=-D{\frac {d\varphi }{dx}}}}
여기서:
- J: 확산 플럭스 (단위 면적당 단위 시간당 물질의 양)
- D: 확산 계수 또는 확산성. (단위 시간당 면적)
- φ: 농도 (단위 부피당 물질의 양)
- x: 위치 (길이)

## 전압전류법의 종류
| 전압전류법의 종류      | 설명 |
| ---------------------- | --- |
| 선형 스위프 전압전류법 | 작업 전극의 전위가 시간에 따라 선형적으로 스위프되고, 기준 전극 전위는 일정하게 유지되며, 작업 전극에서 전류 측정이 이루어지는 모든 전압전류법. |
| 계단형 전압전류법      | 전압이 일정 시간 동안 인가된 후 전류가 측정되고, 계단형 프로그램을 사용하여 다양한 전압에 대해 반복되는 특수 선형 스위프 전압전류법 기술. |
| 사각파 전압전류법      | 많은 펄스 전압전류법의 특징을 결합한 전기화학 방법. SWV는 DPV와 유사한 파형을 가지지만, 결과 해석을 위해 파형은 계단형 스캔으로 분석된다. |
| 순환 전압전류법        | 확산 계수와 반쪽 전지 산화·환원 전위를 결정하는 데 사용될 수 있는 전압전류법. |
| 양이온 벗김 전압전류법 | 금속 양이온의 미량 분석을 위한 정량적 분석 방법. 분석물은 침적 단계에서 작업 전극에 전착된 다음, 벗김 단계에서 산화된다. 전류는 벗김 단계에서 측정된다. |
| 음이온 벗김 전압전류법 | 음이온의 미량 분석을 위한 정량적 분석 방법. 양의 전위가 인가되어 수은 전극을 산화시키고 음이온의 불용성 침전물을 형성한다. 그 후 음의 전위가 인가되어 침전된 막을 용액으로 환원(벗겨낸다).                                                                             |
| 흡착 벗김 전압전류법   | 미량 분석을 위한 정량적 분석 방법. 분석물은 전극 표면에 단순히 흡착(즉, 전기분해 없음)되어 침적된 다음, 전기분해되어 분석 신호를 제공한다. 화학적으로 변형된 전극이 자주 사용된다.                                                                                     |
| 교류 전압전류법        | 전체 전압을 변화시키면서 작은 사인파형 전압 진동을 화학 전지에 인가하는 순환 전압전류법의 한 종류. |
| 폴라로그래피           | 작업 전극이 적하 수은 전극 (DME)인 전압전류법의 하위 분류로, 넓은 음극 범위와 재생 가능한 표면 때문에 유용하다. |
| 회전 전극 전압전류법   | 작업 전극, 일반적으로 회전 디스크 전극 (RDE) 또는 회전 링-디스크 전극 (RRDE)이 매우 빠른 속도로 회전하는 유체 역학적 기법. 이 기법은 화학 반응속도론 및 전기화학 반응 메커니즘을 연구하는 데 유용하다.                                                                 |
| 정상 펄스 폴라로그래피 | 각 단계에서 전위가 동일한 값으로 시작되고 후속 단계마다 진폭이 증가하는 전기화학 기술. 지시 전극과 기준 전극 사이의 전류를 시간 및 전위의 함수로 측정한다. |
| 정상 펄스 전압전류법   | 정상 펄스 폴라로그래피와 동일한 파형을 사용하지만, 폴라로그래피 전극이 아닌 전극의 파형을 지칭하는 데 사용될 수 있는 전기화학 기술. |
| 시차 펄스 전압전류법   | 정상 펄스 전압전류법과 유사한 전기화학 기술이지만, 인가되는 기준 전위가 꾸준히 증가하거나 감소하며, 펄스 높이와 기준 높이 비율은 일정하게 유지된다. DPV에서는 각 방울 동안 전류 측정이 두 번 이루어지는데, 첫 번째는 펄스 직전이고 두 번째는 방울이 떨어지기 직전이다. |
| 크로노암페로메트리     | 작업 전극에서 전위가 변화하고 전류가 시간의 함수로 기록되는 전기화학 실험 유형. |

## 역사
전압전류법의 시작은 1922년 노벨상 수상자인 체코의 화학자 야로슬라프 헤이로프스키에 의한 폴라로그래피의 발견에 의해 촉진되었다. 초기 전압전류법은 많은 문제를 가지고 있어 분석화학에서 일상적인 사용의 실용성을 제한했다. 폴라로그래피에서 이러한 문제에는 수은이 +0.2볼트보다 양의 전위에서 산화되어, 양의 전위 영역에서 분석물의 결과를 분석하기 어렵다는 사실이 포함되었다. 또 다른 문제로는 전극 표면의 큰 전기 용량 충전에서 얻어지는 잔류 전류가 포함되었다. 헤이로프스키가 1922년에 적하 수은 전극을 통해 흐르는 전류가 인가된 전위에 의존한다는 것을 처음 기록했을 때, 그는 점대점 측정을 통해 전류-전압 곡선을 그렸다. 이것이 최초의 폴라로그램으로 여겨졌다. 이 과정을 용이하게 하기 위해 그는 시카타(M. Shikata)와 함께 오늘날 폴라로그래프라고 알려진 장치를 제작하여 몇 시간 만에 동일한 곡선을 사진으로 기록할 수 있게 했다. 그는 전위와 그 제어의 중요성을 인정하고 제한 전류 측정의 기회도 인식했다. 그는 또한 적하 수은 전극을 현대적인 도구로 도입하는 데 중요한 역할을 했다.
1942년, 영국의 전기화학자 아치 히클링(레스터 대학교)은 최초의 3-전극 정전위기를 구축했으며, 이는 전기화학 분야의 발전이었다. 그는 이 정전위기를 사용하여 전극의 전압을 제어했다. 한편, 1940년대 후반 미국의 생물리학자 케네스 스튜어트 콜은 전압 클램프라고 불리는 전자 회로를 발명했다. 전압 클램프는 신경의 이온 전도를 분석하는 데 사용되었다.
1960년대와 1970년대에는 이론, 장비, 그리고 컴퓨터 지원 및 제어 시스템의 도입에서 많은 발전이 있었다. 수은 전극에 대한 현대적인 폴라로그래피 및 전압전류법은 세 가지 부분으로 나타났다.
첫 번째 부분은 수은 전극의 개발을 포함한다. 다음 전극들이 생산되었다: 적하 수은 전극, 수은 증기 전극, 매달린 수은 방울 전극, 정적 수은 방울 전극, 수은 필름 전극, 수은 아말감 전극, 수은 미세 전극, 화학적으로 변형된 수은 전극, 제어 성장 수은 전극, 그리고 수축 가능한 수은 방울 전극.
사용되는 측정 기술도 발전했다. 이러한 측정 기술에는 고전적인 직류 폴라로그래피, 오실로폴라로그래피, 칼로우섹 스위처, 교류 폴라로그래피, 태스트 폴라로그래피, 정상 펄스 폴라로그래피, 시차 펄스 폴라로그래피, 사각파 전압전류법, 순환 전압전류법, 양이온 벗김 전압전류법, 컨볼루션 기술, 제거 방법 등이 포함된다.
마지막으로, 수은 전극의 감도를 증가시킨 전농축 기술의 발전도 있었다. 이는 양이온 벗김 전압전류법, 음이온 벗김 전압전류법, 그리고 흡착 벗김 전압전류법의 개발을 통해 이루어졌다.
이러한 발전은 감도를 향상시키고 새로운 분석 방법을 창출했으며, 이는 산업계가 일상적인 분석 작업에 효과적으로 사용할 수 있는 더 저렴한 정전위기, 전극, 그리고 전지의 생산으로 이어졌다.

## 응용

### 전압전류 센서
많은 전압전류법 시스템이 산업 및 연구 분야에서 관심 있는 종을 측정하기 위해 상업적으로 생산된다. 이러한 장치는 때때로 전극이라고 불리지만, 실제로는 완전한 전압전류 전지이며, 센서라고 부르는 것이 더 적절하다. 이러한 센서는 다양한 매트릭스에서 유기 및 무기 분석물을 분석하는 데 사용될 수 있다.

### 산소 전극
해수, 혈액, 하수, 화학 공장의 폐수, 토양 등 다양한 수성 환경에서 용존 산소를 측정하는 것은 산업, 생체의학 및 환경 연구, 임상 의학에 엄청나게 중요하다. 이러한 측정을 위한 가장 일반적이고 편리한 방법 중 하나는 1956년 L.C. 클라크 주니어가 특허를 낸 클라크 산소 센서를 사용하는 것이다.

## 같이 보기
- 전류-전압 특성
- 네오폴라로그램

## 추가 자료
- Reinmuth, W. H. (1961년 11월 1일). 《Theory of Stationary Electrode Polarography》. 《Analytical Chemistry》 33. 1793–1794쪽. doi:10.1021/ac60180a004.
- Skoog, Douglas A.; Donald M. West; F. James Holler (1995년 8월 25일). 《Fundamentals of Analytical Chemistry》 7판. Harcourt Brace College Publishers. ISBN 0-03-005938-0.
- Zanello, P. (2003년 10월 1일). 《Inorganic Electrochemistry: Theory, Practice, and Application》 1판. Royal Society of Chemistry. ISBN 0-85404-661-5.